# Бурхановка (Башкортостан)
Бурхановка (баш. Борхан) — деревня в Караидельском районе Республики Башкортостан Российской Федерации. Входит в состав Урюш-Битуллинского сельсовета. 

## География

### Географическое положение
Расстояние до:
- районного центра (Караидель): 56 км,
- ближайшей ж/д станции (Щучье Озеро): 110 км.

## Население
| 2002 | 2009 | 2010 |
| ---- | ---- | ---- |
| 42   | ↘32  | ↗41  |

Национальный состав
Согласно переписи 2002 года, преобладающая национальность — башкиры (76 %).